# Салоникиу
Салоникиу (на гръцки: Σαλονικιού) е курортно селище в Северна Гърция, на полуостров Ситония. Селото е част от дем Ситония на област Централна Македония и според преброяването от 2001 година има 5 жители. Разположено е на северозападния бряг на Светогорския залив, на няколко километра югоизточно от Метангици.